# Салда (озеро)
Салда (тур. Salda Gölü) — кратерное озеро на юго-западе Турции, в границе района Ешилова ила Бурдур. Площадь поверхности озера — 45 км². Длина озера — 8 км, ширина — 6 км. Высота над уровнем моря — 1165 м, по другим данным — 1180 м. Глубина достигает 200 метров.
Озеро окружено горами, сложенными карбонатными породами, площадь его водосборного бассейна — 147,6 км². Среднегодовой уровень осадков в водосборе озера — 435 мм. Водородный показатель вод Салды меняется от 8 до 10. В озеро впадают два ручья — с севера и запада. Северо-восточный берег порос лесом. К западу от озера расположена деревня Салда, к юго-востоку — город Ешильова.
Озеро является популярным туристическим местом, в особенности из-за гидромагнезитового минерала[неизвестный термин], который, как полагают, является лекарством от некоторых дерматологических заболеваний. Здесь водятся рыбы, птицы, включая перепелов, зайцев, лис, кабанов и диких уток. Белые песчаные пляжи, прозрачная вода и семь кристально белых островков в озере дополняют пейзаж.

## Гидрологические свойства
Озеро является одним из немногих мест, где ещё растут древние строматолитовые водоросли. Воды озера жёсткие и высокощелочные. Озеро имеет олиготрофный статус и бедно с точки зрения питательных веществ, о чём свидетельствует и малое количество водорослей
Озеро Салда питается грунтовыми и подземными водами. Площадь и уровень озера меняется в зависимости от количества осадков. Основные притоки — ручьи Салда (Каракова), Доганбаба, Дог.
Салда и его окрестности охраняются как природный охраняемый район первой степени.